# Ранчево
Ранчево је салашарско насеље, једно од 16 насеља града Сомбора.

## Географија
Ранчево, познато и као "Горњи Салаши" од Сомбора у смеру севера је удаљено 12 км, од Билића два. Асфалтна трака стигла је у Ранчево идући преко слатине. Док је грађен модеран пут археолози Градског музеја из Сомбора пратили су ископавања и наилазило се на некрополе, гробове, који по пронађеним прилозима датирају из бронзаног доба.
Салаши су ушорени, имају своју урбанизацију са улицама, и цело Ранчево је као у квадрату.

## Историја
Хроничар је 1658. године забележио да је ранчево "рацко" село. Ранчево је 1720. пустара сомборских војника. Овде су 1748. живеле породице Градинац, Крстић, Мирковић, Радишић, Ракић и Тешић. Из оближњег Крушевља у Ранчево се пресељавају породице Туцаковић, Кунић и Келић. Школа повремено ради од 1870., од 1875. школа је смештена у кући Пере Гуцуње. Струја је у Ранчево стигла 1966. године.

## Дудови
Некада су се на простору целе Војводине гајиле свилене бубе јер је дудовог лишћа било више него довољно. Сви путеви од града ка салашима су имали дудове дрвореде на обе стране. Дудови су свугде до темеља искрчени после 1960. године, направљена је права пустош. Звог тога више нема, не лишћа за бубе, него је нестала и дудара ракија. "Била је дивна, поготово ако је хлађена у копаном бунару !" 